# Torneo femenino de fútbol en los Juegos Bolivarianos de 2005
El torneo femenino de fútbol fue una de las disciplinas deportivas en los XV Juegos Bolivarianos de 2005. Comenzó el 13 de agosto y culminó el 20 de agosto de 2005. Los participantes fueron las selecciones femeninas de categoría absoluta.
Esta fue la primera ocasión que se disputó un torneo femenino de fútbol dentro de los Juegos Bolivarianos.

## Equipos participantes
| Equipos participantes | Equipos participantes | Equipos participantes |
| --------------------- | --------------------- | --------------------- |
| Bolivia               | Colombia              | Ecuador               |
| Perú                  | Venezuela             |                       |

## Primera fase
| Equipo    | Pts | PJ | PG | PE | PP | GF | GC | Dif |
| --------- | --- | -- | -- | -- | -- | -- | -- | --- |
| Perú      | 12  | 4  | 4  | 0  | 0  | 13 | 1  | 12  |
| Colombia  | 9   | 4  | 3  | 0  | 1  | 11 | 4  | 7   |
| Ecuador   | 4   | 4  | 1  | 1  | 2  | 3  | 10 | -7  |
| Bolivia   | 3   | 4  | 1  | 0  | 3  | 4  | 9  | -5  |
| Venezuela | 1   | 4  | 0  | 1  | 3  | 3  | 10 | -7  |

| 13 de agosto de 2005 | Perú                                                                | 5:1     | Venezuela         | Estadio Hernán Ramírez Villegas, Pereira |  |
|                      | Myriam Tristán 3' 12' 23' · Cynthia Morote 43' · Adriana Dávila 90' | Reporte | Sonia Gualdon 30' |                                          |  |

| 13 de agosto de 2005 | Colombia                                                             | 3:1     | Bolivia          | Estadio Hernán Ramírez Villegas, Pereira |  |
|                      | Leidy Carolina Ordoñez 29' · Paula Botero 75' · Carmen Rodallega 87' | Reporte | Deysi Moreno 28' |                                          |  |

| 14 de agosto de 2005 | Colombia                              | 2:1     | Venezuela      |  |  |
|                      | Carmen Rodallega ?' · Paula Botero ?' | Reporte | Brenzy Peña ?' |  |  |

| 14 de agosto de 2005 | Perú                                                         | 4:0     | Ecuador |  |  |
|                      | Lisa Caribay ?' · Marisela Joya ?' · Melva Delgado (a.g.) ?' | Reporte |         |  |  |

| 15 de agosto de 2005 | Ecuador                                 | 3:1 (2:1) | Bolivia         | Estadio Hernán Ramírez Villegas, Pereira |  |
|                      | Wendy Willón 6' 29' · Mónica Rebeca 46' | Reporte   | 38' Yanis Morón |                                          |  |

| 15 de agosto de 2005 | Colombia | 0:2 (0:2) | Perú                                 | Estadio Hernán Ramírez Villegas, Pereira |  |
|                      |          | Reporte   | 4' Miriam Cristal · 31' Melissa Díaz |                                          |  |

| 16 de agosto de 2005 | Ecuador | 0:0     | Venezuela | Estadio Municipal Alpidio Mejía, La Tebaida |  |
|                      |         | Reporte |           |                                             |  |

| 16 de agosto de 2005 | Perú                                 | 2:0     | Bolivia | Estadio Alberto Pava Londoño, Montenegro |  |
|                      | Connie Puerta 9' · Aissa Garibay 86' | Reporte |         |                                          |  |

| 17 de agosto de 2005 | Bolivia                             | 2:1     | Venezuela        | Estadio Alberto Pava Londoño, Montenegro |  |
|                      | Janeth Morón 72' · Sandy Rivero 75' | Reporte | Liria Ferrer 41' |                                          |  |

| 17 de agosto de 2005 | Colombia | 5:0     | Ecuador | Estadio Alberto Pava Londoño, Montenegro |  |
|                      | Rossy Caicedo 2' · Monica Castillo 17' · Carmen Rodallega 69' · Leidy Carolina Ordoñez 77' · Erika Obonaga 78' | Reporte |         |                                          |  |

## Fase final
|  | Semifinales  | Semifinales  |   |              | Final        | Final |  |
|  |              |              |   |              |              |       |  |
|  |              |              |   |              |              |       |  |
|  | 19 de agosto |              |   |              |              |       |  |
|  | Perú         | 3            |   |              |              |       |  |
|  | Bolivia      | 0            |   |              |              |       |  |
|  |              |              |   |              |              |       |  |
|  |              |              |   |              | 20 de agosto |       |  |
|  |              |              |   |              | Perú         | 3     |  |
|  |              | Colombia     | 0 |              |              |       |  |
|  |              |              |   |              |              |       |  |
|  |              |              |   |              |              |       |  |
|  |              |              |   |              | Tercer lugar |       |  |
|  | 19 de agosto | 19 de agosto |   | 20 de agosto | 20 de agosto |       |  |
|  | Colombia     | 1            |   | Bolivia      | 2            |       |  |
|  | Ecuador      | 0            |   |              | Ecuador      | 3     |  |

### Semifinales
| 19 de agosto de 2005 | Perú                                       | 3:0     | Bolivia | Estadio Alberto Pava Londoño, Montenegro |  |
|                      | Miryam Tristán 10' 14' · Connie Puerta 67' | Reporte |         |                                          |  |

| 19 de agosto de 2005 | Colombia                  | 1:0     | Ecuador | Estadio Alberto Pava Londoño, Montenegro |  |
|                      | Leidy Carolina Ordoñez ?' | Reporte |         |                                          |  |

### Tercer puesto
| 20 de agosto de 2005 | Bolivia                               | 2:3 (2:1) | Ecuador                                     | Estadio Hernán Ramírez Villegas, Pereira |  |
|                      | Natalia Rivero 2' · Naethe Monroy 15' | Reporte   | 1' 63' Daniela Mora · 90+' Rebeca Quinteros |                                          |  |

### Final
| 20 de agosto de 2005 | Perú                                       | 3:0 (3:0) | Colombia | Estadio Hernán Ramírez Villegas, Pereira |  |
|                      | Miryam Tristán 5' 29' · Cinthya Morote 41' | Reporte   |          |                                          |  |

|                          |
| Bandera de Perú          |
| Campeón Perú 1.er título |

## Medallero
| Evento          |      |          |         |
| --------------- | ---- | -------- | ------- |
| Fútbol femenino | Perú | Colombia | Ecuador |